# CAS 등록번호
CAS 등록 번호(CAS Registry Number, CASRN ) 또는 CAS 번호(CAS number)는 이제까지 알려진 모든 화합물, 중합체 등을 기록하는 번호이다. 미국 화학회 American Chemical Society에서 운영하는 서비스이며, 모든 화학 물질을 중복 없이 찾을 수 있도록 한다.
2020년 12월 기준으로 158,000,000 개의 유기 화학 물질과 68,000,000 개의 시퀀스가 기록되어 있으며, 매주 대략 50,000개의 새 기록이 추가된다. 날마다 새로운 물질 약 15,000건이 함께 업데이트된다.

## CAS 등록번호 예시
- 물 : 7732-18-5(Checksum 검사 : 8×1 + 1×2 + 2×3 + 3×4 + 7×5 + 7×6 = 105, 105 mod 10 = 5)

## 같이 보기
- 국제순수·응용화학연합
- 이성질체